# 圣瑞斯坦 (热尔省)
圣瑞斯坦（法語：Saint-Justin，法語發音：[sɛ̃ ʒystɛ̃]）是法国热尔省的一个市镇，属于米朗德区。

## 地理
圣瑞斯坦（43°28'57"N, 0°9'4"E）面积13.18 平方千米，位于法国奧克西塔尼大區热尔省，该省份为法国西南部内陆省份，北起顺时针与洛特-加龙省、塔恩-加龙省、上加龙省、上比利牛斯省、大西洋比利牛斯省和朗德省接壤。
与圣瑞斯坦接壤的市镇（或旧市镇、城区）包括：比宗、蒙福孔、索沃泰尔、马尔西亚克、里库尔、桑布埃斯、欧里耶巴。

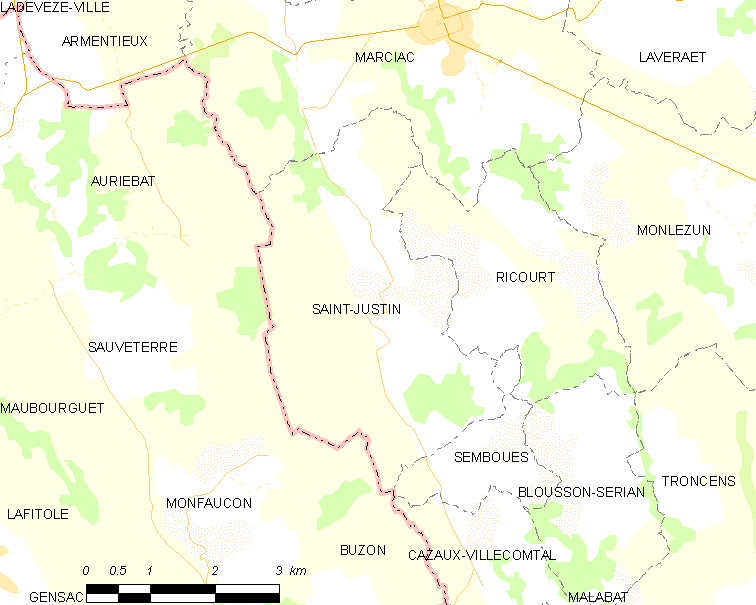
的OSM定位图

圣瑞斯坦的时区为UTC+01:00、UTC+02:00（夏令时）。

## 行政
圣瑞斯坦的邮政编码为32230，INSEE市镇编码为32383。

## 政治
圣瑞斯坦所属的省级选区为帕尔迪亚克-下河县。

## 人口

1962-2008年间人口变化图示

圣瑞斯坦于2022年1月1日时的人口数量为132人。